# Aclella
Aclella is een geslacht van rechtvleugeligen uit de familie krekels (Gryllidae). De wetenschappelijke naam van dit geslacht is voor het eerst geldig gepubliceerd in 2000 door Desutter-Grandcolas.

## Soorten
Het geslacht Aclella omvat de volgende soorten:
- Aclella isthmiensis Desutter-Grandcolas, 2000
- Aclella matilei Desutter-Grandcolas, 2000